# Совляны
Совля́ны (пол. Sowlany) — деревня в Белостокском повете Подляского воеводства Польши. Входит в состав гмины Супрасль. По данным переписи 2011 года, в деревне проживал 321 человек.

## География
Деревня расположена на северо-востоке Польши, к югу от реки Супрасль, на расстоянии приблизительно 7 километров (по прямой) к востоку от города Белостока, административного центра повета. Абсолютная высота — 156 метров над уровнем моря.

## История
Согласно «Указателю населенным местностям Гродненской губернии, с относящимися к ним необходимыми сведениями», в 1905 году в деревне Совляны проживало 197 человек. В административном отношении деревня входила в состав Дойлидской волости Белостокского уезда (2-го стана).
В период с 1975 по 1998 годы деревня являлась частью Белостокского воеводства.